# Danilo Brnović
Danilo Brnović (Cetiña, 10 de agosto de 2000) es un baloncestista montenegrino que pertenece a la plantilla del Club Basquet Coruña de Primera FEB. Con 2,03 metros de estatura, juega en la posición de alero.

## Trayectoria deportiva
Es un alero formado en las categorías inferiores del KK Budućnost Podgorica, con el que jugó en 2015 el Adidas Next Generation Tournament. 
En octubre de 2016, ingresa en la Canarias Basketball Academy completar su formación en la edad junior.
En 2018, se incorpora a la cantera del Lenovo Tenerife. 
Durante la temporada 2018-19, sería asignado al Real Club Náutico de Tenerife de Baloncesto de la Liga EBA, conjunto vinculado al Lenovo Tenerife en el que juega durante varias temporadas.
El 5 de diciembre de 2020, hace su debut en Liga Endesa con el primer equipo del Lenovo Tenerife, participando durante 2 minutos y 19 segundos en los que anotaría 2 puntos, en un encuentro frente al Monbus Obradoiro que acabaría con victoria por 107 a 62.
En diciembre de 2021, firma por el Zornotza Saskibaloi Taldea de la Liga LEB Plata, cedido por el Lenovo Tenerife de Liga ACB,en el que jugó 20 partidos hasta final de temporada.
En la temporada 2022-23, firma por el KK Budućnost Podgorica para disputar la primera división montenegrina y en la la liga adriática. Tras dos temporadas y media allí, en enero de 2025 firma por el OKK Spars Sarajevo bosnio de la Liga de baloncesto de Bosnia y Herzegovina.
El 6 de agosto de 2025, firma por el Club Basquet Coruña de Primera FEB.

### Internacional
Es un habitual con la Selección de baloncesto de Montenegro en categorías inferiores. En 2016 disputa el Europeo Sub-16 en Radom (Polonia), en 2017 juega el Europeo Sub-18 en Bratislava (Eslovaquia) y en 2018 participaría en el Mundial sub-17.